# Axel Bergmann
Axel Bergmann (* 11. September 1949) ist ein ehemaliger Fußballspieler aus der DDR. Für den FC Hansa Rostock spielte er in der DDR-Oberliga, der höchsten ostdeutschen Fußballklasse.

## Sportlicher Werdegang
Bergmann spielte bis 1968 bei der Betriebssportgemeinschaft (BSG) Motor Schwerin, zuletzt in der drittklassigen Bezirksliga. 1967 gehörte er zum Kader der DDR-Junioren-Nationalmannschaft, für die er in diesem Jahr sechs Länderspiele bestritt. Zu Beginn der Fußballsaison 1968/69 wechselte er zum FC Hansa Rostock, dem Fußballschwerpunkt des DDR-Nordens. Dort wurde er zunächst für die in der zweitklassigen DDR-Liga spielende 2. Mannschaft nominiert und bestritt mit ihr auch die ersten fünf Punktspiele. Seinen Einstand in der Oberligamannschaft gab der 19-jährige Bergmann am 21. September 1968. In der Begegnung des 6. Spieltages Stahl Riesa – FC Hansa (0:2) wurde er als Innenverteidiger eingesetzt. Im weiteren Verlauf der Oberligasaison wurde er variabel in allen Bereichen der Mannschaft aufgeboten. Insgesamt absolvierte Bergmann 1968/69 16 Oberligaspiele, in denen er zwei Tore erzielte. Mit einem vierten Platz in der Abschlusstabelle hatte sich Hansa für den Wettbewerb um den Messepokal 1969/70 qualifiziert, in dem Bergmann am 1. Oktober 1969 im Spiel Panionios Athen – FC Hansa Rostock (2:0) einen einzigen Auftritt hatte. Für die Oberligasaison 1969/70 war er offiziell für die 1. Mannschaft gemeldet worden, bestritt aber bis zum September 1969 nur vier Oberligapunktspiele und wurde danach nur noch in der 2. Mannschaft eingesetzt, wo er mit 18 Punktspielen zum Stammspieler wurde. Obwohl er auch 1970/71 wieder zum Kader der 1. Mannschaft gehörte, kam er in der Oberliga nur dreimal zum Einsatz, dem stehen 24 DDR-Liga-Spiele mit der 2. Mannschaft gegenüber. Auch in seiner letzten Saison bei Hansa Rostock, 1971/72, spielte er überwiegend bei Hansa II, während er in der Oberliga nur vier Spiele absolvierte. Nach 27 Oberligaspielen mit drei Toren sowie drei DDR-Pokalspielen schied Bergmann im Sommer 1972 bei Hansa Rostock aus.
Knapp 23-jährig ging Bergmann nach Schwerin zurück, wo er sich für die Saison 1972/73 wieder Motor Schwerin anschloss, dessen Mannschaft gerade in die DDR-Liga aufgestiegen war. Nach einem Jahr wechselte er zum Ortsrivalen ISG Schwerin-Süd, mit dem er 1975 in die Bezirksliga und 1977 in die DDR-Liga aufstieg. Zwischenzeitlich absolvierte er zwischen 1974 und 1975 seinen Militärdienst und spielte in dieser Zeit in der Liga-Mannschaft der Armeesportgemeinschaft Vorwärts Neubrandenburg. Der vierte Platz der Abschlusstabelle 1979/80 markierte Bergmanns erfolgreichste Spielzeit in Schwerin. Von 1977 bis 1980 war er Mannschaftskapitän, 1983 beendete er 33-jährig seine Laufbahn als Fußballspieler. Ende der 1980er Jahre war Bergmann Trainer der 1. ISG-Mannschaft.